# Dirk Jan Roeleven
Dirk Jan Roeleven (Zoeterwoude, 1961) is een Nederlands journalist, schrijver en documentairemaker. 
Roeleven begon zijn loopbaan als journalist bij het Leidsch Dagblad. Vervolgens ging hij voor diverse televisieprogramma's aan de slag. Hij werkte onder andere voor Zembla,  Andere Tijden Sport, Nieuwe Helden en Het uur van de wolf. Ook maakt hij rapportages voor de Top 2000 à Go-Go. Ook maakte hij documentaires over bekende artiesten zoals Anton Corbijn, Willem Wilmink en Wim Sonneveld. 

## Boeken
- De nieuwe fiets (2009)
- De laatste reis van De Boswachter (2019)